# Schutztürüberwachung
Bei einer Schutztürüberwachung wird durch mechanische Schaltelemente oder induktive Näherungsschalter entweder das Öffnen der Schutztür verhindert oder die Maschine durch ein Not-Halt-Signal zum Stillstand gebracht. Des Weiteren wird durch die Überwachung auch ein Start der Maschine bei geöffneter Tür verhindert.
Gestaltung und Auswahl von Verriegelungseinrichtungen regelt ab Mitte 2013 die internationale Norm ISO 14119 als Ersatz für die EN 1088.